# 탐스슈즈
탐스슈즈(TOMS shoes)는 미국 캘리포니아에 본사를 두고 있는 신발 업체로서, "내일을 위한 신발"(Shoes for Tomorrow)이라는 슬로건을 가지고 있다. 소비자가 한 켤레의 신발을 구입하면 한 켤레의 신발을 제3세계 어린이들에게 기부하는 일대일 기부 공식(One for one)을 도입하고 있다. 블레이크 마이코스키(Blake Mycoskie)가 2006년 창립하였고, 창립 의도는 맨발로 다니는 어린아이들을 돕는 취지이다. 아르헨티나의 전통 신발인 '알파르가타'에서 영감을 얻은 가볍고 편한 디자인의 신발들을 주로 판매하며, 이 외에도 코르도네즈, 웨지, 보타스와 같은 다양한 디자인 라인들을 갖고 있다.

## 창립과 발전

### 창립
탐스슈즈는 2006년 6월 블레이크 마이코스키에 의해 창립되었다. 당시 기업가이자 CBS의 리얼리티 쇼 '어메이징 레이스 The Amazing Race'에도 참가했던 그는, 쇼 촬영이 끝난 후 아르헨티나로 향해 휴식을 취하기로 했다. 그런데 아르헨티나로 여행을 간 그가 만난 것은, 신발조차 신을 수 없이 가난해서 맨발로 돌아다녀야 했던 어린이들이었다. 신발 없이 걷는 아이들은 포장되지 않은, 거칠고 오염된 땅을 그대로 밟을 수 밖에 없었고 토양의 기생충에 감염되거나 길을 걸으며 생기는 상처때문에 상피병을 비롯한 여러 가지 질병에도 쉽게 노출되었다. 또한 신발은 학교 유니폼 중의 하나였으므로, 신발이 없는 어린이들은 학교에 다닐 수 없는 경우가 많아 교육의 기회가 박탈되기도 했다.
이러한 문제들에 관심을 갖게 된 그는 이러한 아이들을 위한 일회성이 아닌, 지속적인 도움을 주고 싶어했다. 그래서 그는 현지에서 친분을 쌓은 알레호 니티(Alejo Nitti)와 의기투합했고, 본국인 미국에서 '내일을 위한 신발(Shoes for Tomorrow)'이라는 슬로건을 가진 탐스슈즈를 설립했다

### 일대일 기부공식
탐스슈즈는 창립 당시부터 '일대일 기부공식'(One for One)이라는 핵심 이념을 가지고 시작되었다. 일대일 기부공식은 말 그대로 소비자가 한 켤레의 탐스슈즈를 구입하면 한 켤레의 신발을 제 3세계 어린이들에게 기부하는 것인데, 이는 탐스슈즈를 사회의 공익적 이슈를 기업의 마케팅과 연관시키는 '착한 소비'인 코즈 마케팅(대의 마케팅, Cause Marketing)의 성공적 사례로 만들었다.

### 발전
초창기의 탐스슈즈는 기부 목표량이 200켤레였을 정도로, 창업자 블레이크 개인의 소규모 사업장에 불과했다. 또한 다른 회사들처럼 신문이나 텔레비전 광고조차도 제작하지 않았다. 하지만 다양한 디자인과 일대일 기부공식, 편한 착용감에 매력을 느낀 많은 소비자들에 의해 점차 발전하게 되었다. 특히 2007년 이후 스칼렛 요한슨, 키이라 나이틀리와 같은 헐리우드 스타들이 탐스슈즈를 신은 모습이 파파라치 사진에 공개되면서 탐스슈즈의 인기는 폭발적으로 증가하게 된다. 또한 적극적인 소셜 네트워크 서비스의 활용으로, 탐스슈즈의 소비자들이 스스로 홍보하게 만들어 기업을 발전시켜, 현재는 30여개국에 지부를 둔 글로벌한 브랜드로 성장하였다.

### 현재-(2020년 기준, 쇠퇴기)
2020년 1월 5일, 업계에 따르면 국내 시장에 공식 수입사가 탐스와의 라이선스 계약을 종료하며 탐스는 13년만에 한국시장에서 점점 사라졌다. 2020년 기준으로 '탐스 롯데백화점 본점'역시도 2019년 12월 26일 폐점하면서 한국시장에서 완전히 사라졌다. 한국의 탐스 공식 수입사였던 '코넷스솔루션'도 2019년 9월부터 온라인, 오프라인을 통해 상품을 최대 90%까지 할인하며 재고 처리에 나섰던 것으로 알려졌다. 국내 시장 전성기였던 2013년 570억원, 2014년 515억원이라는 기록은 2015~2016년에 들어서부터 300억원대로 급감하며 2017년, 2018년에는 매출이 각각 235억원, 143억원에 그쳤다. 판매량 급감으로 인해 한국시장에서 결국 철수를 결심한 것이다. 
탐스가 10월 만기인 3억달러 가량의 채무재조정과 함께 3500만달러의 자금을 지원받으며 제프리스 파이낸셜그룹(JEF) 등으로  구성된 채권단의 공동관리 절차에 돌입중이다. 게다가 국제 신용평가사인 무디스는 이미 2019년 12월 초에 "2020년 탐스의 부채 만기가 다가오는 가운데 채무 불이행의 가능성이 높아졌다." 라고 말하며 투자 부적격 등급인 'Caa3' 등급으로 강등시켰다. 일부에선 파산 가능성도 점쳐진다고 예상하고 있다.

## 회사 구성

### 기빙팀
2006년 탐스의 기빙팀은 2명으로 시작했지만 현재는 약 20여 명이며, 대부분의 구성원들은 민간 및 공공부문에서 다양한 봉사활동과 보건활동을 진행했던 사람들로 구성되어 있다. 기빙팀에서는 지속 가능하고 책임 있는 기부를 실천하기 위해 프로그램 개발과 효과 측정을 비롯한 다양한 기획과 지원을 하고 있으며, 질병의 치료와 예방을 위한 기빙 슈즈의 지원 및 세계 각지의 지원 단체를 위한 후원 금액 등을 책정한다.

### 기빙 파트너
탐스는 기부를 받는 지역과 주민들에게 보다 안정적이고 효과적인 지원을 제공하기 위해 지속가능성, 현지친화력, 필요성, 발전가능성, 중립성에 따라 기빙파트너를 선정하여 그들과 협력한다. 기빙 파트너는 공중보건교육, 식수지원, 위생시설, 직업, 생계지원, 소아보건까지 다양한 분야에서 활동하는 인도주의 비영리 단체로 구성되어 있다. 대표적으로는 칠드런 인터내셔널, 세이브더칠드런, 케어 인터내셔널 등이 포함되어 있으며, 그 외에도 100개 이상의 파트너가 있다.
- 지속가능성: 장기적인 관점으로 커뮤니티의 발전에 필요한 부분을 개선할 수 있어야 하며,커뮤니트 스스로가 자생할 수 있는 기부 모델을 지향
- 현지 친화력: 생활의 터전에 열정적으로 관심을 갖고 발전하는 현지 구성원에 의해 이끌어지는 조직을 지원
- 필요성: 기빙파트너가 제시하는 비전의 실현을 도울 수 있도록 TOMS가 제공할 수 있는 자원과 서비스를 지원하고 TOMS가 제공하는 기부 모델과 부합될 수 있어야 함
- 발전 가능성: 지속적인 피드백과 발전 가능성에 대해 함께 고민할 수 있어야 함
- 중립성: 어떠한 종교적, 정치적 견해 없이 모든 이들에게 도움을 줄 수 있어야 함[4]

## 판매제품[4]
- 신발: (남성)디컨 클래식, 클래식, 레녹스, 스니커즈, 플립플랍 / (여성)알파르가타, 스니커즈, 플랫, 샌달, 웨지
- 아이웨어
- 가방
- 커피

## 제품의 특징
탐스슈즈의 디자인은 아르헨티나의 전통 신발인 '알파르가타'(통칭은 에스빠드리에(Espadrille))에서 영감을 받아 만들어졌다. 탐스슈즈는 이러한 알파르가타의 디자인을 캔버스 소재를 이용해서 현대적으로 적용하고, 일체형 밑창과 고무소재를 덧댄 가죽 인솔을 사용하여 착화감 또한 극대화시켰다. 최근에는 알파르가타와 닮은 클래식 라인 외에도 보타스(Botas), 웨지(Wedge), 코르도네즈(Cordones)와 같은 다양한 디자인 라인들도 존재한다. 디자인적 측면 외에도 동물성 소재를 사용하지 않거나 유기농 소재만을 사용한다.

## 기부

### 기부목록[4]
- 신발: 고객이 신발 한 켤레를 구매할 때마다 도움이 필요한 아이에게 한 켤레를 전달한다. 현지의 기후와 지형 그리고 아이들의 상황을 고려하여 아이들의 발을 상처와 감염으로부터 보호할 수 있는 다양한 형태의 기부용 신발을 제작하여 제공한다.
- 시력: 고객이 안경 한 개를 구매할 때마다 도움이 필요한 사람이 시력을 찾을 수 있도록 돕는다. 탐스 아이웨어를 통한 기부는 수술 의료적 처치, 안경 처방의 방법 중 하나로 한 사람이 시력을 찾을 수 있도록 한다.
- 물: 고객이 커피 제품 한 개를 구매할 때마다 도움이 필요한 한 사람이 깨끗한 물을 마실 수 있도록 돕는다. 동시에 기빙 파트너와 함께 지속적으로 깨끗한 물을 확보할 수 있는 설비를 구축한다.
- 출산 지원: 고객이 가방 하나를 구매할 때마다 조산사 교육과 출산 키트 제공을 통해 산모 한 명의 안전한 출산을 돕는다. 탐스의 가방 컬렉션은 산모와 태아의 위생과 건강을 지원한다.

### 기부국가
현재 100개 이상의 기빙 파트너와 함께 전세계 70개 이상의 국가에서 One for One을 진행하고 있으며, 대표적으로는 미국, 온드라스, 인도, 중국 등이 있다.

## 후원모델[4]
- 생산: 기부를 진행하는 국가에서 기부 물품의 현지 생산을 기획하여 지역 경제 발전을 돕는다.
- 기업가 정신: 삶의 개선을 위한 다음 세대의 비전을 갖고 있는 사회적 기업을 지원한다.
- 후원: One for One의 보다 효율적인 접근을 위한 기빙팀을 운영한다.
- 협업: 기빙 파트너와 협업하며 보건, 교육, 생활의 개선에 기빙 파트너가 제시하는 적절한 방식을 지원한다.
- 기부 모델 개발: One for One의 다음 모델을 실천하기에 앞서 지속적인 탐구와 각 지역의 필요에 대한 분석을 진행

## 슈 드랍
탐스슈즈는 그들의 핵심 이념이기도 한 일대일 기부공식을 정기적인 슈 드랍(Shoe drop)행사를 통해 실천하고 있다. 창립 당시인 2006년 초에는 200켤레에 불과한 신발을 기부하는 것이 목표였지만, 이 아이디어에 공감한 많은 사람들의 동참으로 2006년에는 10,000켤레, 2009년은 400,000여 켤레, 2010년 4월엔 600,000여 켤레, 그리고 2010년 9월엔 드디어 1,000,000켤레째 신발을 맨발의 아이들에게 기부하였다. 그리고 시행 초기에는 아르헨티나에서만 슈 드랍을 진행했지만, 대상 국가를 점차적으로 확장시켜 지금까지 아프리카와 아메리카, 아시아의 20여 개국에 기부하고 있다. 탐스슈즈는 2008년부터 슈 드랍 기획/운영을 위해 Friends of TOMS라는 비영리단체를 설립하여 세계 NGO, 인권단체, 사회 단체 등의 기구와 함께 슈 드랍을 진행하고 있다.

## 신발 없는 하루 캠페인
탐스슈즈가 2008년부터 시행한 캠페인으로, 실제로 신발 없이 살아가는 어린이들의 고충을 함께 체험하기 위해 만든 것이다. 데미 무어나 크리스틴 벨, 조나스 브라더스와 같은 헐리우드의 유명 배우들도 이 캠페인의 뜻에 공감하여 함께 참여하였다.

## 영향력
기빙 슈즈 현지 생산을 통해서 700명 이상의 일자리가 창출되었고, TOMS의 지원을 통해 사회 지원 단체의 수가 20개 이상이 생겨났다. 그 외에도 약 200만명의 어린이들이 TOMS가 기부한 신발과 의약 처방을 통해 구충 감염으로부터 안전해졌으며, 신발의 보급을 통해 자녀를 둔 엄마들의 보건 교육 프로그램 참여율이 42% 증가하였다. 또한, 전 세계 13개국에 44.5만 명의 시력회복에, 전 세계 3개국에 산모 7만명의 안전한 출산에 도움을 주었고, 전 세계 7개국에 40만 주 동안 쓸 수 있는 깨끗한 물이 기부되었다.